# تئودور باریر
تئودور باریر (به فرانسوی: Théodore Barrière) نمایش‌نامه نویس قرن نوزدهم میلادی اهل فرانسه است.